# BusinessEurope
BusinessEurope (antes del 23 de enero de 2007 llamado UNICE, Unión de las Industrias de la Comunidad Europea) es una organización patronal europea creada por organizaciones patronales nacionales en marzo de 1958. Actualmente representa a 40 organizaciones de 35 países. Entre sus miembros figura la Confederación Española de Organizaciones Empresariales (CEOE).